# Paul-Gabriel d'Haussonville

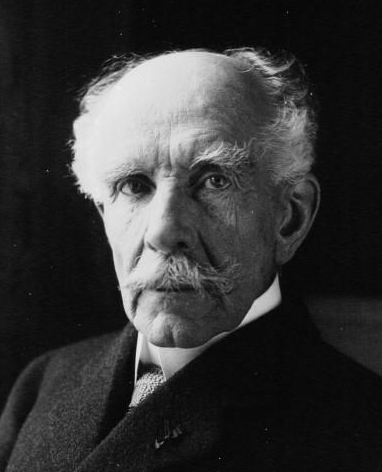
Paul-Gabriel d'Haussonville en 1914

Paul-Gabriel Othenin de Cléron, conde de Haussonville (21 de septiembre de 1843 - 1 de septiembre de 1924) fue un político, abogado e historiador de la literatura francés, nacido en Gurcy-le-Châtel (Sena y Marne) y muerto en París. Fue elegido miembro de la Academia Francesa en 1888 para el asiento número 27.

## Datos biográficos
Hijo del también académico Joseph Othenin d'Haussonville, se casó en 1865 Pauline d'Harcourt.
En 1871, se situó políticamente el centro-derecha de la Asamblea nacional de Francia, para la que fue elegido por el departamento Seine-et-Marne. No fue reelecto pero a partir de su salida de la Asamblea se volvió el brazo derecho de su tío materno el duque de Broglie.
Su obra Les établissements pénitentiaires en France et aux colonies de 1875 fue premiada y a raíz de ello fue elegido miembro de la Academia Francesa para el asiento número 27.  En 1894, con François Coppée, fue padrino del novelista Paul Bourget, electo para el asiento número 33. En 1904, fue elegido miembro de la Académie des sciences morales et politiques.
En 1891, el conde de Haussonville fue nombrado representante del conde de París. Buscó consolidar el partido orleanista reclutando entre la nobleza subsistente los miembros de los comités locales monarquistas. Creó órganos políticos y ponderó los principios modernos y democráticos del conde de París, pero la muerte de este último en 1894 hizo inútiles sus propósitos.

## Obra

Escudo de armas de la familia Cléron d'Haussonville.

- Sainte-Beuve, sa vie et ses œuvres (1875)
- Les Établissements pénitentiaires en France et aux colonies (1875) Texto en línea
- L'Enfance à Paris (1879)
- Études biographiques et littéraires. George Sand, Prescott, Michelet, Lord Brougham (1879)
- Le Salon de Madame Necker, d'après des documents tirés des archives de Coppet (1882, 2 vol.)
- À travers les États-Unis : notes et impressions (1883)
- La Vie et les salaires à Paris (1883) Texto en línea
- Études biographiques et littéraires. Prosper Mérimée, Hugh Elliot (1885)
- Ma jeunesse, 1814-1830, souvenirs (1885) Texto en línea
- Études sociales. Misère et remèdes (1886)
- Madame de La Fayette (1891) Texto en línea
- Madame Ackermann : d'après des lettres et des papiers inédits (1892)
- Études sociales. Socialisme et charité (1895) Texto en línea
- Le Comte de Paris : souvenirs personnels (1895)
- Lacordaire (1895)
- La Duchesse de Bourgogne et l’alliance savoyarde sous Louis XIV (1898-1903, 4 vol.) Texto en línea 1 2 3 4
- Salaires et misères de femmes (1900)
- Le Comte de Paris, souvenirs personnels (1901) Texto en línea
- Assistance publique et bienfaisance privée (1901)
- Avec Gabriel Hanotaux, Souvenirs de Madame de Maintenon (1902-1904, 3 vol.)
- Varia (1904)
- Mon journal pendant la guerre (1870-1871) (1905) Texto en línea
- Après la séparation, suivi du texte de la loi concernant la séparation des Églises et de l'État (1906)
- À l’Académie française et autour de l’Académie (1907)
- Le Travail des femmes à domicile (1909)
- La Baronne de Staël et la duchesse de Duras (1910)
- Femmes d’autrefois. Hommes d’aujourd’hui (1912) Texto en línea
- Paris charitable et bienfaisant (1912) Texto en línea
- Ombres françaises et visions anglaises (1913)
- À Metz (1919)
- Madame de Staël et Monsieur Necker d'après leur correspondance inédite (1925)
- Madame de Staël et l'Allemagne (1928)

| Predecesor: Elme-Marie Caro | Miembro de la Academia Francesa (asiento número 27) 1888 -11924 | Sucesor: Auguste-Armand de la Force |